# Bahnstrecke Kaufbeuren–Schongau
| |                              |                                |                      |
| Streckennummer (DB): | 5443                         |                                |                      |
| Kursbuchstrecke (DB): | zuletzt 966, 404d (bis 1970) |                                |                      |
| Streckenlänge: | 31,1 km                      |                                |                      |
| Spurweite: | 1435 mm (Normalspur)         |                                |                      |
| Streckengeschwindigkeit: | 50 km/h                      |                                |                      |
| |                              |                                |                      |
| \| \| \| von Lindau-Insel \| \| \| \| 0,00 \| Kaufbeuren \| 681 m \| \| \| 0,50 \| Wertach \| Wertach \| \| \| 0,60 \| nach Buchloe \| nach Buchloe \| \| \| 4,00 \| Mauerstetten \| Mauerstetten \| \| \| 7,20 \| Gennach \| Gennach \| \| \| 7,40 \| Linden (Schwab) \| Linden (Schwab) \| \| \| 10,90 \| Aufkirch (Schwab) \| Aufkirch (Schwab) \| \| \| 13,40 \| Osterzeller Viadukt \| Osterzeller Viadukt \| \| \| 13,90 \| Osterzell \| Osterzell \| \| \| 17,00 \| Sachsenrieder Forst (bis 1965) \| 818 m \| \| \| 20,00 \| Sachsenried \| Sachsenried \| \| \| 24,30 \| Schwabbruck \| Schwabbruck \| \| \| 27,70 \| Altenstadt (Oberbay) \| Altenstadt (Oberbay) \| \| \| 29,60 \| von Landsberg (Lech) \| von Landsberg (Lech) \| \| \| 31,05 \| Schongau \| 681 m \| \| \| \| nach Peißenberg \| \| \| \| \| \| \| \| Quellen: [1][2] \| \| \| \| |                              |                                |                      |
| Strecke |                              | von Lindau-Insel               | von Lindau-Insel     |
| Bahnhof | 0,00                         | Kaufbeuren                     | 681 m                |
| Brücke über Wasserlauf | 0,50                         | Wertach                        | Wertach              |
| Abzweig ehemals geradeaus und nach links | 0,60                         | nach Buchloe                   | nach Buchloe         |
| Bahnhof (Strecke außer Betrieb) | 4,00                         | Mauerstetten                   | Mauerstetten         |
| Brücke über Wasserlauf (Strecke außer Betrieb) | 7,20                         | Gennach                        | Gennach              |
| Bahnhof (Strecke außer Betrieb) | 7,40                         | Linden (Schwab)                | Linden (Schwab)      |
| Bahnhof (Strecke außer Betrieb) | 10,90                        | Aufkirch (Schwab)              | Aufkirch (Schwab)    |
| Brücke (Strecke außer Betrieb) | 13,40                        | Osterzeller Viadukt            | Osterzeller Viadukt  |
| Haltepunkt / Haltestelle (Strecke außer Betrieb) | 13,90                        | Osterzell                      | Osterzell            |
| Haltepunkt / Haltestelle (Strecke außer Betrieb) | 17,00                        | Sachsenrieder Forst (bis 1965) | 818 m                |
| Bahnhof (Strecke außer Betrieb) | 20,00                        | Sachsenried                    | Sachsenried          |
| Bahnhof (Strecke außer Betrieb) | 24,30                        | Schwabbruck                    | Schwabbruck          |
| Bahnhof (Strecke außer Betrieb) | 27,70                        | Altenstadt (Oberbay)           | Altenstadt (Oberbay) |
| Abzweig ehemals geradeaus und von links | 29,60                        | von Landsberg (Lech)           | von Landsberg (Lech) |
| Bahnhof | 31,05                        | Schongau                       | 681 m                |
| Strecke |                              | nach Peißenberg                | nach Peißenberg      |
| |                              |                                |                      |
| Quellen: |                              |                                |                      |

Die Bahnstrecke Kaufbeuren–Schongau war eine eingleisige, nicht elektrifizierte Nebenbahn in den bayerischen Regierungsbezirken Schwaben und Oberbayern. Sie war 31,1 Kilometer lang und verband die Städte Kaufbeuren und Schongau. Sie wurde auch Schongauer Bähnle oder Sachsenrieder Bähnle genannt, da sie den touristisch beliebten Sachsenrieder Forst durchquerte.
Die Strecke wurde von 1922 bis 1923 als Lokalbahn durch die Deutsche Reichsbahn eröffnet und diente insbesondere dem Güterverkehr. 1972 stellte die Deutsche Bundesbahn aufgrund des zurückgehenden Verkehrsaufkommens den Personenverkehr auf der Gesamtstrecke und den Güterverkehr zwischen Linden und Altenstadt ein. Der Abschnitt von Linden nach Kaufbeuren wurde noch bis 1977 und die Strecke von Schongau nach Altenstadt bis 1992 im Güterverkehr betrieben.

## Geschichte

### Planung
1861 kamen die Eisenbahnkomitees aus Schongau, Kaufbeuren, Weilheim in Oberbayern und Bad Tölz in Schongau zusammen, um die Planung einer Eisenbahnverbindung von Kaufbeuren über Schongau und Penzberg nach Bad Tölz einzuleiten. Dabei wurden verschiedene Varianten einer südlich von München verlaufenden Eisenbahnstrecke geprüft. von München nach Starnberg und von München über Holzkirchen nach Rosenheim gab es schon Strecken. Eine Variante sah eine sogenannte Gebirgsgürtelbahn von Rosenheim über die bereits seit 1857 bestehende Bayerische Maximiliansbahn nach Holzkirchen und weiter über Bad Tölz, Penzberg, Weilheim, Peißenberg und Schongau nach Kaufbeuren vor. Die zweite Variante war eine Verbindung von Starnberg, wo Anschluss an die 1854 eröffnete Strecke aus München bestehen sollte, über Tutzing, Weilheim, Peißenberg und Schongau nach Kaufbeuren. Im November 1862 stellte die Eisenbahnbausektion der Königlich Bayerischen Verkehrsanstalten die Planung für die Strecken von Starnberg über Tutzing nach Penzberg und von Tutzing über Weilheim nach Peißenberg vor. Da die beiden Strecken jeweils in Penzberg und Peißenberg enden sollten, gefährdete dies die Planungen der durchgehenden Bahnverbindung von Kaufbeuren nach Bad Tölz. Daher beschlossen die betroffenen Eisenbahnkomitees, eine eigene Planung der Gebirgsgürtelbahn in Auftrag zu geben. Mit dem Baubeginn der Strecken von Starnberg über Tutzing nach Penzberg und Peißenberg wurde die Verwirklichung der Gebirgsgürtelbahn jedoch zurückgestellt.
Ab 1899 kam es erneut zu Bestrebungen, an die 1866 eröffnete Bahnstrecke Weilheim–Peißenberg eine Lokalbahn nach Schongau anzuschließen. 1905 begann die Projektierung dieser Strecke. Daraufhin äußerten 1905 auch die Stadt Kaufbeuren und einige östlich von Kaufbeuren gelegene Gemeinden erneut den Wunsch nach einer Verbindung von Kaufbeuren nach Schongau. Im November 1906 wurde die Generaldirektion der Königlich Bayerischen Verkehrsanstalten beauftragt, einen Planungsentwurf zu erstellen. Am 1. Juni 1908 stimmte der Bayerische Landtag diesem Entwurf zu. Da die Strecke von Kaufbeuren nach Schongau als Lokalbahn realisiert wurde, mussten die Gemeinden größtenteils für den Grunderwerb aufkommen. Die Grundstücksverhandlungen begannen am 23. Januar 1909. Am 2. September 1912 verabschiedete das Parlament das Gesetz zum Bau der Lokalbahn. Es kam jedoch zu Streitigkeiten zwischen den Städten Kaufbeuren und Schongau um die Kostenverteilung, sodass schließlich die Stadt Kaufbeuren einen großen Teil der Kosten für den Grundstückserwerb auf der Strecke übernehmen musste. Nach Abschluss dieser Verhandlungen wurde der Baubeginn für August 1914 geplant, verzögerte sich jedoch durch den Ausbruch des Ersten Weltkriegs.

### Streckenbau und Inbetriebnahme

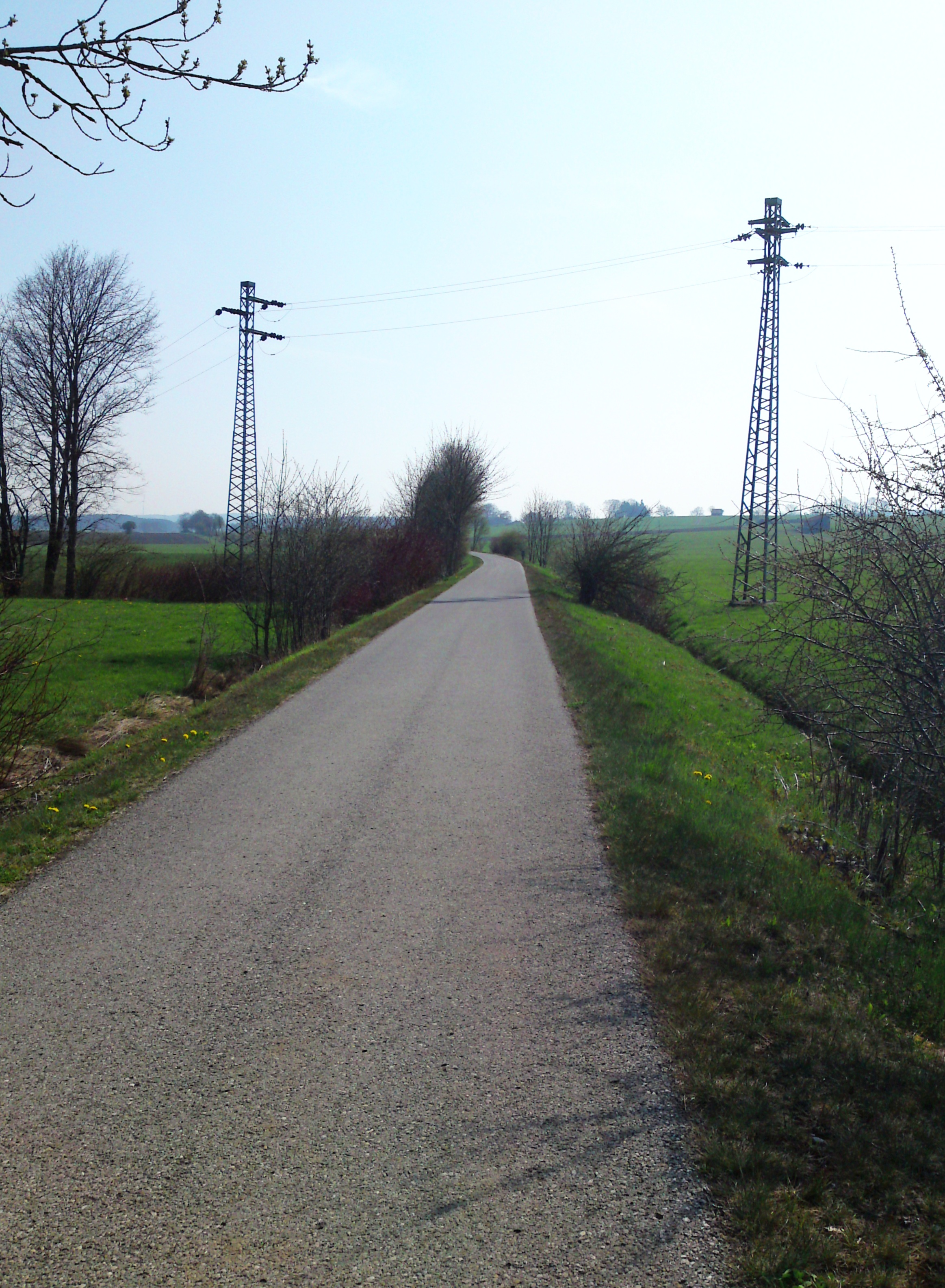
Der asphaltierte Fahrradweg auf dem Bahndamm zwischen Kaufbeuren und Aufkirch

Der Bau der Strecke konnte erst nach dem Ende des Ersten Weltkriegs im Jahr 1919 unter der Leitung der Eisenbahnneubauinspektion Kaufbeuren beginnen. Die Bauarbeiten wurde unter anderem von den Bauunternehmen Friedrich Zink aus München und Hans Heitzer aus Donauwörth ausgeführt, daneben waren einige örtliche Handwerksbetriebe beteiligt. Wegen der großen Höhenunterschiede zwischen dem Tal der Wertach und dem Sachsenrieder Forst waren die Geländeverhältnisse sehr ungünstig. Daher mussten einige aufwändige Brückenbauwerke, tiefe Geländeeinschnitte und bis zu 18 Meter hohe Bahndämme errichtet werden. Wegen des harten Nagelfluh-Gesteins mussten die Bauunternehmen bei Stocken größere Sprengungen durchführen, um den dortigen Geländeeinschnitt zu erstellen. Dadurch wurde die Bauzeit deutlich verlängert.
Die Deutsche Reichsbahn erstellte die Stationsgebäude entlang der Strecke nach einem einheitlichen Bauplan. Alle Stationen, bis auf die Haltepunkte Osterzell und Sachsenrieder Forst, erhielten eingeschossige Gebäude im Lokalbahnstil mit Satteldach, die aus einem gemauerten Teil mit Dienst- und Warteraum sowie einer hölzernen Güterhalle mit überdachter Laderampe bestanden. Des Weiteren entstanden in Schwabbruck, Sachsenried, Linden und Mauerstetten einheitliche Wohnhäuser für Bahnbedienstete, die als gemauerte zweigeschossige Gebäude mit Krüppelwalmdach ausgeführt waren.
Am 1. April 1922 nahm die Deutsche Reichsbahn den Abschnitt von Kaufbeuren nach Aufkirch in Betrieb. Nach vierjähriger Bauzeit konnte schließlich mit dem Abschnitt von Aufkirch nach Schongau am 17. Februar 1923 die Gesamtstrecke feierlich eröffnet werden. Schulkinder und die Vertreter der an der Strecke gelegenen Gemeinden erhielten am Tag der Eröffnung eine Freifahrt.

### Betrieb und Stilllegung
Am 18. Februar 1923 nahm die Deutsche Reichsbahn den planmäßigen Betrieb zwischen Kaufbeuren und Schongau auf. Die Bedeutung der Lokalbahn lag vor allem im Güterverkehr. Unter anderem wurde Pechkohle aus dem Bergwerk Peiting über Schongau und Kaufbeuren ins Allgäu und nach Schwaben abtransportiert. Daneben verlud die Deutsche Reichsbahn auch Rundholz aus dem Sachsenrieder Forst und dem Denklinger Rotwald, unter anderem als Grubenholz für das Bergwerk Peiting. Für die Holzverladung wurde eine eigene Haltestelle Sachsenrieder Forst eingerichtet. Außerdem wurden im örtlichen Güterverkehr landwirtschaftliche Produkte und Vieh verladen.
Der Personenverkehr auf der Strecke war von eher geringer Bedeutung. Das Sachsenrieder Bähnle fuhr jahrzehntelang viele Sonntagsausflügler von Kaufbeuren bis zur Haltestelle Sachsenrieder Forst, von wo aus Wanderwege zur Ausflugsgaststätte Waldhaus führten. Dort erreichte die Bahnstrecke mit 818 Metern ihren Höhepunkt.
Im Zweiten Weltkrieg kam es wegen der Errichtung von Militäranlagen im Bereich von Altenstadt zu einem starken Anstieg des Güterverkehrs. Daher gab es Pläne, einen eigenen Gleisanschluss zum 1939 eröffneten Fliegerhorst Schongau einzurichten. Dieser sollte am Bahnhof Altenstadt aus Richtung Schongau von der Strecke abzweigen und etwa 500 Meter nach Südwesten führen. Mit dem Bau einer Laderampe am Ende des geplanten Anschlusses wurde bereits begonnen, der Bau des Anschlussgleises jedoch nicht mehr verwirklicht.
1959 verkehrten täglich noch zwanzig Personenzüge und vier Güterzüge auf der Strecke. In der Folgezeit ging das Güteraufkommen durch die zunehmende Verlagerung auf die Straße deutlich zurück. 1968 wurde das Bergwerk Peiting stillgelegt und die Kohlezüge auf der Strecke wurden vollständig eingestellt. Auch der Personenverkehr, der immer von geringer Bedeutung gewesen war, wurde durch den zunehmenden Individualverkehr und die Einführung paralleler Buslinien geringer. Im Sommerfahrplan 1971 gab es zwischen Schongau und Kaufbeuren im Personenverkehr nur noch fünf Zugpaare, während gleichzeitig acht Busse auf derselben Relation verkehrten. Am 1. Oktober 1972 stellte die Deutsche Bundesbahn den Personenverkehr auf der ganzen Strecke ein. Am 31. Dezember 1972 beendete sie auch den Güterverkehr zwischen Linden und Altenstadt und legte diesen Streckenabschnitt still. Im September 1973 wurden auf dem stillgelegten Abschnitt die Signale und die technischen Anlagen der Bahnübergänge abgebaut und bis Ende 1973 die Gleise demontiert.

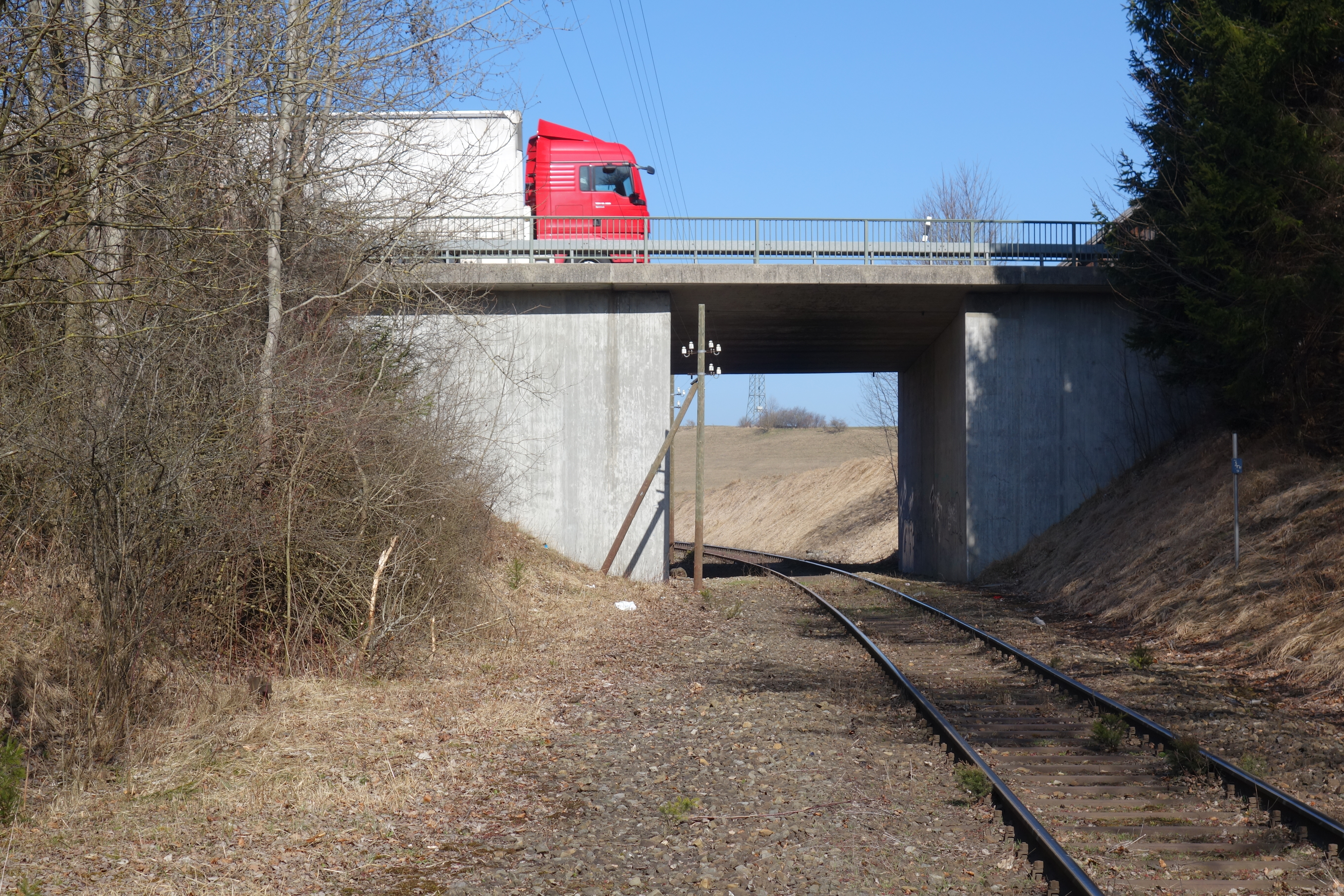
Straßenbrücke am Schongauer Krankenhaus. Links neben dem Gleis der Strecke nach Landsberg ist die Trasse des 1983 aufgelassenen Gleises des Sachsenrieder Bähnle zu erkennen.

Zwischen Kaufbeuren und Linden verkehrte in den nächsten Jahren noch ein Güterzug. 1977 wurde beim Neubau der Bundesstraße 12 östlich von Kaufbeuren eine Brücke über die Bahnstrecke benötigt. Da die Deutsche Bundesbahn und das Bundesministerium für Verkehr die Kosten für die Brücke nicht tragen wollten, stellte die DB den letzten Güterzug am 1. September 1977 ein und legte die Strecke still. Noch im selben Monat wurden die Gleise demontiert. Der Abschnitt zwischen Schongau und Altenstadt wurde noch als Gleisanschluss im Güterverkehr genutzt.
1983 wurde östlich des Schongauer Krankenhauses eine Brücke der von Hohenfurch kommenden Straße (seinerzeit Teil der Bundesstraße 17) über die hier mit der Bahnstrecke Landsberg–Schongau gemeinsam geführte Strecke nach Altenstadt neu errichtet. Dabei baute die Deutsche Bundesbahn das auf einer Länge von 1,5 Kilometern parallel zur Strecke aus Landsberg verlaufende Gleis des Sachsenrieder Bähnles zurück und führte das Gleis am Verzweigungspunkt der beiden Strecken mit einer neuen Weiche direkt in die Strecke Landsberg–Schongau ein. Dadurch konnten die Kosten für die neue Brücke gesenkt werden, da nur noch ein Gleis überquert werden musste. 1992 wäre beim Bau der Umfahrungsstraße Schongau (im Zuge der heutigen Bundesstraße 17) eine Brücke über die Reststrecke von Schongau nach Altenstadt nötig geworden. Da erneut weder die DB noch das Verkehrsministerium den Brückenneubau bezahlen wollten, entschied sich die DB zur Stilllegung des Streckenabschnittes. Zum 27. September 1992 wurde der restliche Güterverkehr zwischen Schongau und Altenstadt eingestellt und die Strecke stillgelegt. Bis 2000 wurden die Gleisanlagen fast vollständig zurückgebaut.

## Streckenbeschreibung

### Verlauf

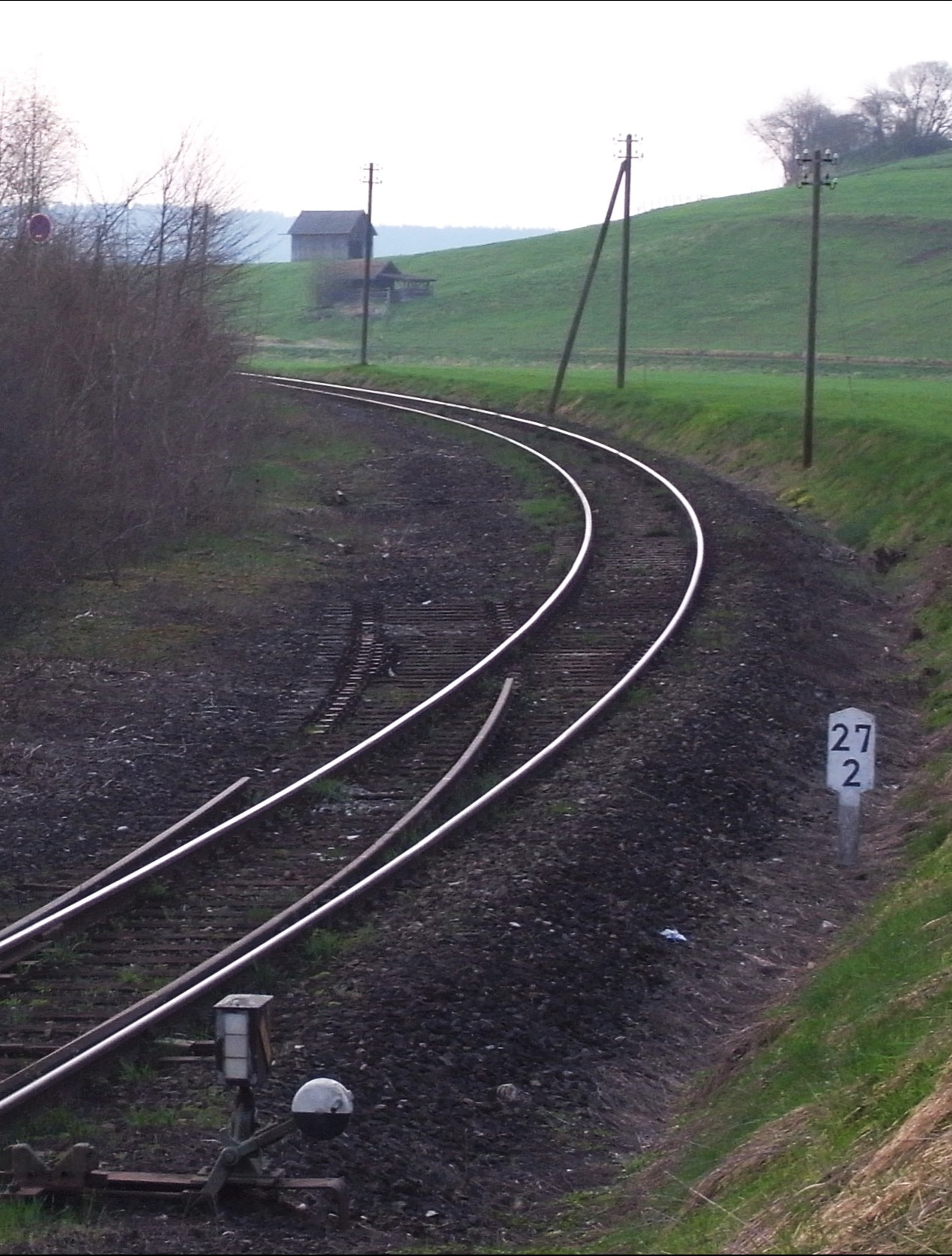
Abzweig von der Strecke Landsberg–Schongau, nördlich Schongau, April 2013

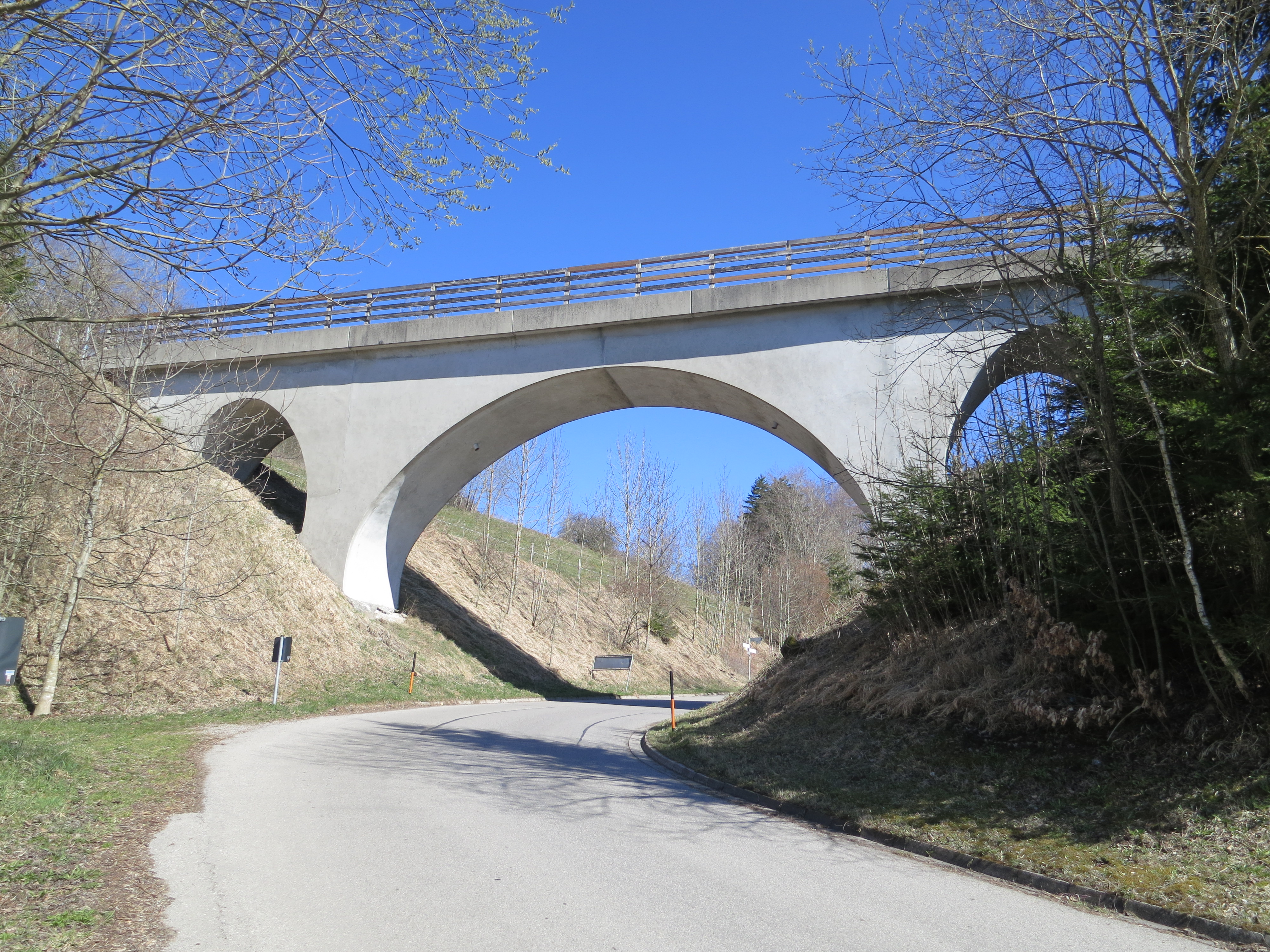
Osterzeller Viadukt 2014

Die Bahnstrecke Kaufbeuren–Schongau begann im Bahnhof Kaufbeuren. Nach Überquerung der Wertach zweigte sie bei Kilometer 0,6 von der Bahnstrecke Buchloe–Lindau ab und führte weiter nach Nordosten, während die Hauptbahn nach Norden abbiegt. 300 Meter weiter schwenkte die Lokalbahn ebenfalls nach Norden ab und überquerte die Staatsstraße 2014 von Kaufbeuren nach Schongau. Bei Streckenkilometer 1,3 war bis 1966 ein Gleisanschluss zu einem Kieswerk vorhanden, dessen Gleis mit einem Gefälle von 30 ‰ in die Kiesgrube hinunterführte. Hinter dem Kieswerk bog die Strecke in einer 80-Grad-Kurve nach Osten ab und verließ mit einer starken Steigung das Tal der Wertach und das Kaufbeurener Stadtgebiet. Sie verlief weitgehend geradlinig über zwei Kilometer bis zum Bahnhof von Mauerstetten, an dem sie leicht nach Nordosten abschwenkt und den Ort im Norden durchquert. Hinter Mauerstetten führte die Lokalbahn in kurvigem Verlauf weiter in nordöstlicher Richtung und überquerte nördlich von Linden die Gennach. Ab Linden verlief sie geradlinig fast direkt nach Osten, um bei Kilometer 9,0 in einer engen Kurve nach Süden abzuschwenken. Nach einer weiteren Kurve nach Westen überquerte die Strecke den Hühnerbach und erreicht das Dorf Aufkirch. Mit vielen Kurven folgte sie dem Hühnerbach in Richtung Süden über Frankenhofen, das keine Station an der Strecke hat, nach Osterzell. Bei Kilometer 13,4 überquerte sie am Galgenberg mit dem dreibogigen Osterzeller Viadukt eine Straße. Am Ort Stocken erreichte die Strecke den Haltepunkt Osterzell und unterquerte die Staatsstraße 2014 durch eine Unterführung. In vielen Kurven nach Süden verlaufend, verließ die Trasse das Hühnerbachtal und führte stetig ansteigend in den Sachsenrieder Forst. Nach zwei weiteren Bahnübergängen über die Staatsstraße 2014 erreichte das Sachsenrieder Bähnle die Haltestelle Sachsenrieder Forst, die mit einer Höhe von 818,5 Meter über Normalhöhennull den Scheitelpunkt der Strecke darstellte.
Hinter dem Holzverladebahnhof führte die Strecke wieder abfallend weiter in Richtung Süden. Nach etwa 1,5 Kilometern schwenkte sie in Richtung Osten ab und verließ den Sachsenrieder Forst. Nach einem weiteren Schlenker nach Südosten durchquerte sie den Bahnhof Sachsenried. In leichten Kurven nach Osten führend überquerte sie den Kaltenbach und führte danach weitgehend geradlinig zur an der Schönach gelegenen Gemeinde Schwabbruck. Hinter dem am Südrand der Gemeinde liegenden Bahnhof Schwabbruck verlief sie weiterhin geradlinig nach Altenstadt und erreichte nach einer Kurve in Richtung Nordosten den Bahnhof der Gemeinde. Weiterhin bergab führend lief die Strecke in Richtung Nordosten auf die Bahnstrecke Landsberg–Schongau zu und bog in einer engen Kurve nach Süden ab. Bis 1983 verlief das Sachsenrieder Bähnle parallel zur Bahnstrecke aus Landsberg mit einem Gefälle von über 20 ‰ in leichten Kurven in Richtung Süden und erreichte nach 1,5 Kilometern den Endbahnhof Schongau. Nach dem Rückbau des Streckengleises zwischen der Streckenverzweigung und dem Bahnhof Schongau wurde die Strecke vor der Brücke der ehemaligen Bundesstraße 17 mit einer neuen Weiche direkt in die Bahnstrecke Landsberg–Schongau eingeführt.

### Betriebsstellen

#### Kaufbeuren

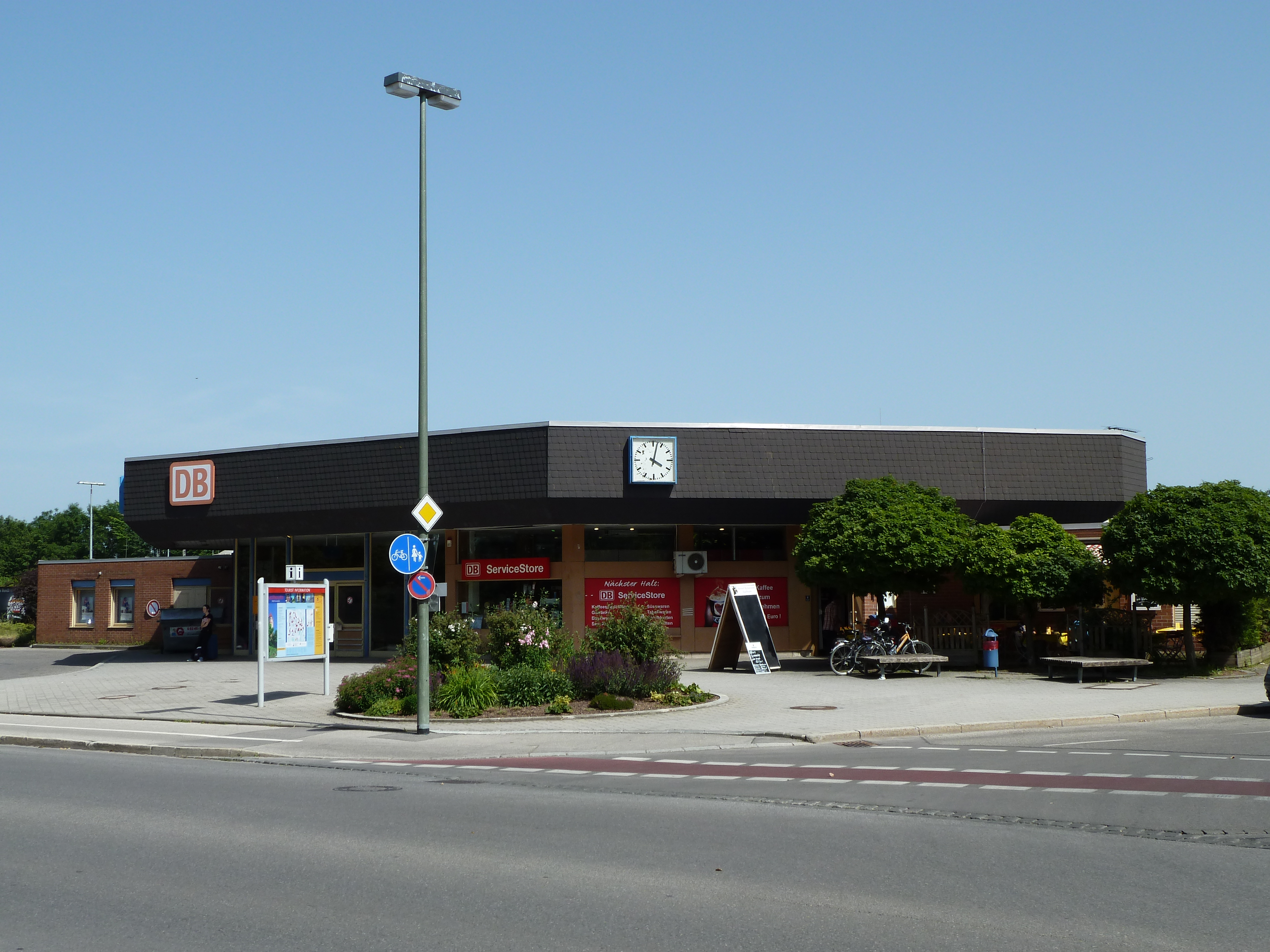
Empfangsgebäude des Bahnhofs Kaufbeuren seit 1979

Am Bahnhof Kaufbeuren zweigt das Sachsenrieder Bähnle von der Bahnstrecke Buchloe–Lindau ab. Der Bahnhof wurde 1847 als vorläufiger Endpunkt der aus Augsburg kommenden Ludwigs-Süd-Nord-Bahn in Betrieb genommen. Nach der Verlängerung der Strecke nach Lindau verlegten die Königlich Bayerischen Staatseisenbahnen den Bahnhof bis 1854 näher ans Kaufbeurener Stadtzentrum. Mit der Eröffnung der Strecke von Kaufbeuren nach Schongau 1922 wurde er zum Trennungsbahnhof, seit deren Stilllegung 1977 ist er wieder ein Durchgangsbahnhof. Das ursprüngliche Empfangsgebäude von 1854 war ein dreigeschossiger Ziegelbau mit Satteldach und wurde 1978 abgebrochen. Als Ersatz entstand bis 1979 ein eingeschossiger sechseckiger Klinkerbau mit Flachdach, der bis heute als Empfangsgebäude dient. Von den ursprünglichen fünf Bahnsteiggleisen sind noch vier vorhanden. Vor der Stilllegung der Schongauer Strecke gab es noch vier bahnsteiglose Hauptgleise sowie weitere Lade- und Abstellgleise, die von 1972 bis 1994 schrittweise zurückgebaut wurden.

#### Mauerstetten

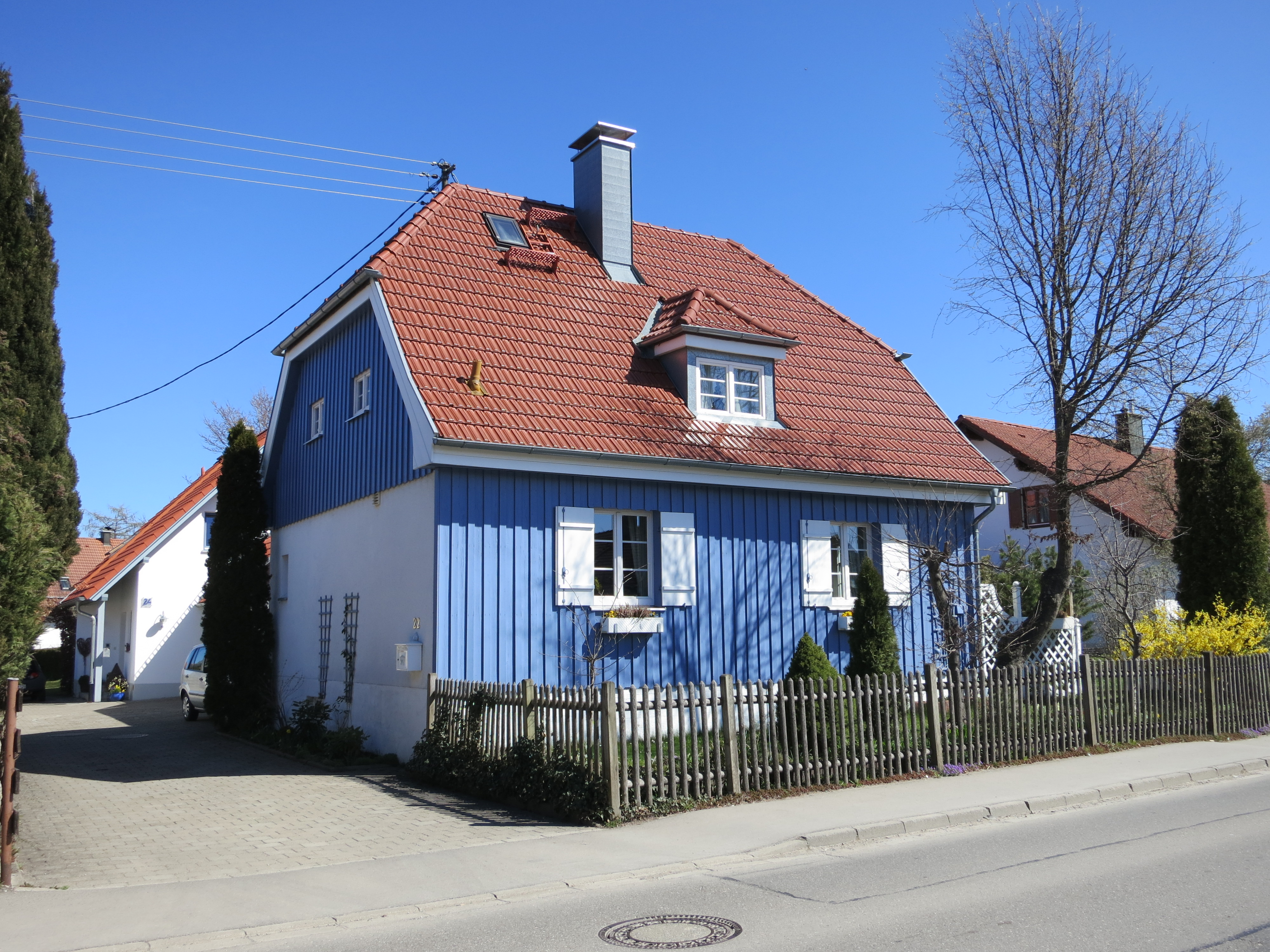
Ehemaliges Bahnwohnhaus Mauerstetten

Der 1922 eröffnete Bahnhof Mauerstetten befand sich im Norden der Gemeinde Mauerstetten. Er war mit einem Betriebsgebäude im Lokalbahnstil nach dem Einheitsbauplan der Strecke ausgestattet, das sich südlich des Gleises befand. Nördlich der Strecke war ein ebenfalls nach dem Einheitsbauplan errichtetes Wohngebäude für die Bahnbediensteten mit Krüppelwalmdach vorhanden. Die Gleisanlagen bestanden aus dem durchgehenden Hauptgleis mit Schüttbahnsteig sowie einem beidseitig angebundenen Ladegleis nordöstlich des Empfangsgebäudes. An das Ladegleis waren auf beiden Seiten Stumpfgleise angeschlossen, von denen das nördliche mit einer Länge von etwa 100 Metern zu einem angrenzenden Holzlagerplatz führte. Westlich des Bahnhofs befand sich ein Bahnübergang der Verbindungsstraße zum Mauerstettener Ortsteil Steinholz, der vom Bahnhof aus bedient wurde. In den 1950er Jahren baute die Deutsche Bundesbahn drei der vier Weichen des Ladegleises zurück, sodass es nur noch einseitig in Richtung Linden angebunden war. Nach der Streckenstilllegung 1977 wurden die Gleisanlagen des Bahnhofs demontiert und das Betriebsgebäude abgebrochen. Das Bahnwohnhaus mit Krüppelwalmdach ist bis heute erhalten.

#### Linden (Schwab)

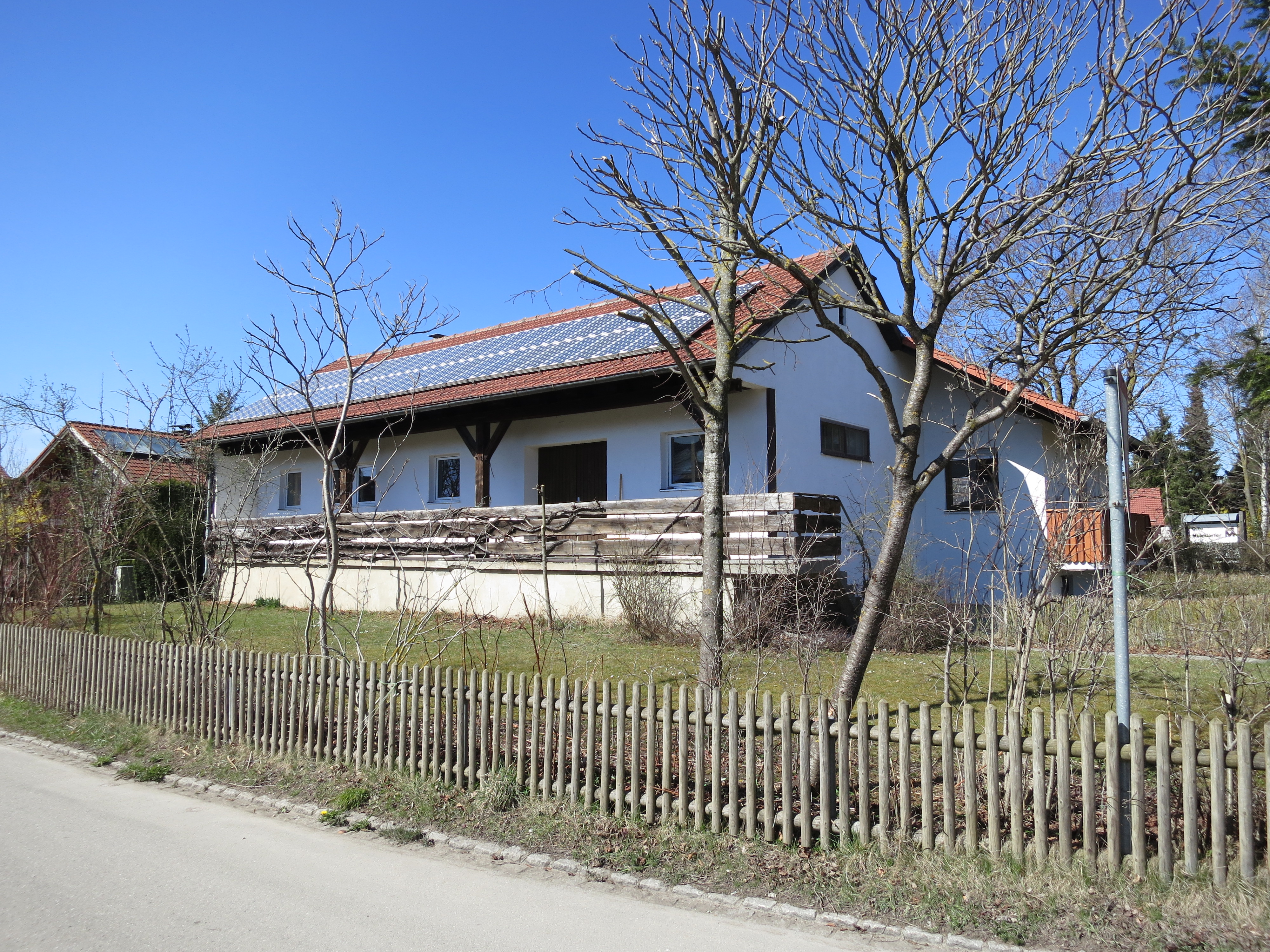
Ehemalige Lagerhalle Linden

Der östlich der Gennach und nördlich des Stöttwanger Ortsteil Linden gelegene Bahnhof Linden (Schwab) wurde 1922 in Betrieb genommen. Der Bahnhof erhielt nördlich des Gleises ein eingeschossiges Einheitsgebäude im Lokalbahnstil und einen Schüttbahnsteig am durchgehenden Hauptgleis. Östlich des Gebäudes war ein beidseitig an das Hauptgleis angebundenes Ladegleis mit zwei Stumpfgleisen vorhanden, von denen das westliche das neben dem Betriebsgebäude gelegene Lagerhaus anband. Daneben gab es auch in Linden ein einheitliches Bahnwohnhaus mit Krüppelwalmdach. Westlich des Bahnhofs lag ein beschrankter Bahnübergang, der vom Bahnhof aus bedient wurde. Ab den 1950er Jahren war das Ladegleis durch Rückbau von drei der vier Weichen nur noch einseitig aus Richtung Aufkirch befahrbar. In den letzten Jahren war in Linden nur noch der regelmäßige Güterverkehr zum Lagerhaus von Bedeutung. 1969 stufte die DB den Bahnhof zu einer unbesetzten Haltestelle zurück. Am 1. Oktober 1972 wurde der gesamte Personenverkehr und am 31. Dezember 1972 der Güterverkehr zwischen Linden und Altenstadt eingestellt, wodurch Linden zum Endpunkt der aus Kaufbeuren kommenden Strecke wurde. 1973 wurden das Betriebsgebäude und die Toilettenanlagen abgebrochen. Bis 1977 verkehrte noch ein Güterzug von Kaufbeuren zum Lindener Lagerhaus. Nach dessen Einstellung 1977 wurden die Gleisanlagen vollständig zurückgebaut. Das Lagerhaus wurde zum Bürogebäude umgebaut und ist bis heute vorhanden.

#### Aufkirch (Schwab)
Der Zugkreuzungsbahnhof Aufkirch (Schwab) war der betriebliche Mittelpunkt der Strecke. Er befand sich etwa 1,5 Kilometer südlich des Kaltentaler Ortsteils Aufkirch im Dorf Helmishofen. Von 1922 bis zum Weiterbau der Strecke 1923 war er provisorischer Endpunkt der aus Kaufbeuren kommenden Strecke. Das nach dem Einheitsplan errichtete Betriebsgebäude lag südwestlich der Gleise. Daneben gab es noch zwei Wohnhäuser für Bahnbedienstete, die nicht nach dem Einheitsbauplan erstellt wurden. Die Gleisanlagen des Bahnhofs bestanden aus dem durchgehenden Hauptgleis, einem 330 Meter langen Ausweichgleis, sowie einem beidseitig angebundenem Ladegleis mit zwei anschließenden Stumpfgleisen. Das südliche der beiden Stumpfgleise war etwa 200 Meter lang und führte zu einem Holzlagerplatz, an dem Holz aus dem Sachsenrieder Forst von Straßenfahrzeugen auf Eisenbahnwagen umgeladen wurde. Am Hauptgleis und am Ausweichgleis waren Schüttbahnsteige vorhanden. Neben Zugkreuzungen endeten im Bahnhof Aufkirch auch aus Kaufbeuren kommende Personenzüge. Der nördlich des Bahnhofs gelegene Bahnübergang wurde vom Bahnhof aus bedient. 1958 installierte die Deutsche Bundesbahn an den Weichen des Ausweichgleises neue Hebelwerke, sodass die Weichen direkt vom Betriebsgebäude aus gestellt werden konnten. 1967 wurde das Ladegleis auf 120 Meter verkürzt und zwei Weichen demontiert, sodass es nur noch einseitig aus Richtung Linden befahren werden konnte. Im Mai 1968 zog die DB das Personal vom Bahnhof ab und stellte den örtlichen Güterverkehr in Aufkirch ein. Nach der Streckenstilllegung 1972 wurden die Gleise abgebaut und die Gebäude abgebrochen. Heute sind keine Relikte des Bahnhofs mehr vorhanden.

#### Osterzell
Der Haltepunkt Osterzell lag im Hühnerbachtal östlich des Osterzeller Ortsteils Stocken. Aufgrund seiner Lage wurde er oft auch als Haltepunkt Stocken bezeichnet. Der nur dem Personenverkehr dienende Haltepunkt war mit einem Schüttbahnsteig am durchgehenden Hauptgleis ausgestattet. Als Wartehäuschen diente ein einstöckiger gemauerter Bau mit Satteldach und holzverkleidetem Giebel westlich des Streckengleises. Nach der Einstellung des Personenverkehrs 1972 wurde das Wartehäuschen wenig später abgebrochen. Heute sind keine Relikte des Haltepunkts mehr vorhanden.

#### Sachsenrieder Forst
Die im Zentrum des Sachsenrieder Forst gelegene Haltestelle Sachsenrieder Forst lag mit einer Höhe von 818,5 Meter am Scheitelpunkt der Strecke. Die Station befand sich direkt an der Staatsstraße 2014 und diente der Holzverladung sowie als Bedarfshalt dem geringfügigen Personenverkehr von Waldarbeitern und Wanderern. Aufgrund der geringen Bedeutung war kein Stationsgebäude vorhanden. Westlich des Hauptgleises gab es ein beidseitig angebundenes 150 Meter langes Ladegleis. Im Norden und Süden schloss an das Ladegleis jeweils ein Stumpfgleis an, von denen das längere nördliche zur Abstellung von Güterwagen diente. Zwischen dem Hauptgleis und dem Ladegleis befand sich eine Wellblechhütte, die ein Fernsprechgerät beinhaltete und der am Ladegleis vorhandenen Gleiswaage diente. Westlich des Ladegleises lag einen Meter über den Gleisen der Holzverladeplatz. 1962 stellte die Deutsche Bundesbahn wegen der geringen Fahrgastzahlen den Personenverkehr an der Haltestelle ein. 1965 wurde auch die Holzverladung eingestellt und das Ladegleis zurückgebaut. Heute sind keine Relikte des Haltepunkts mehr vorhanden.

#### Sachsenried

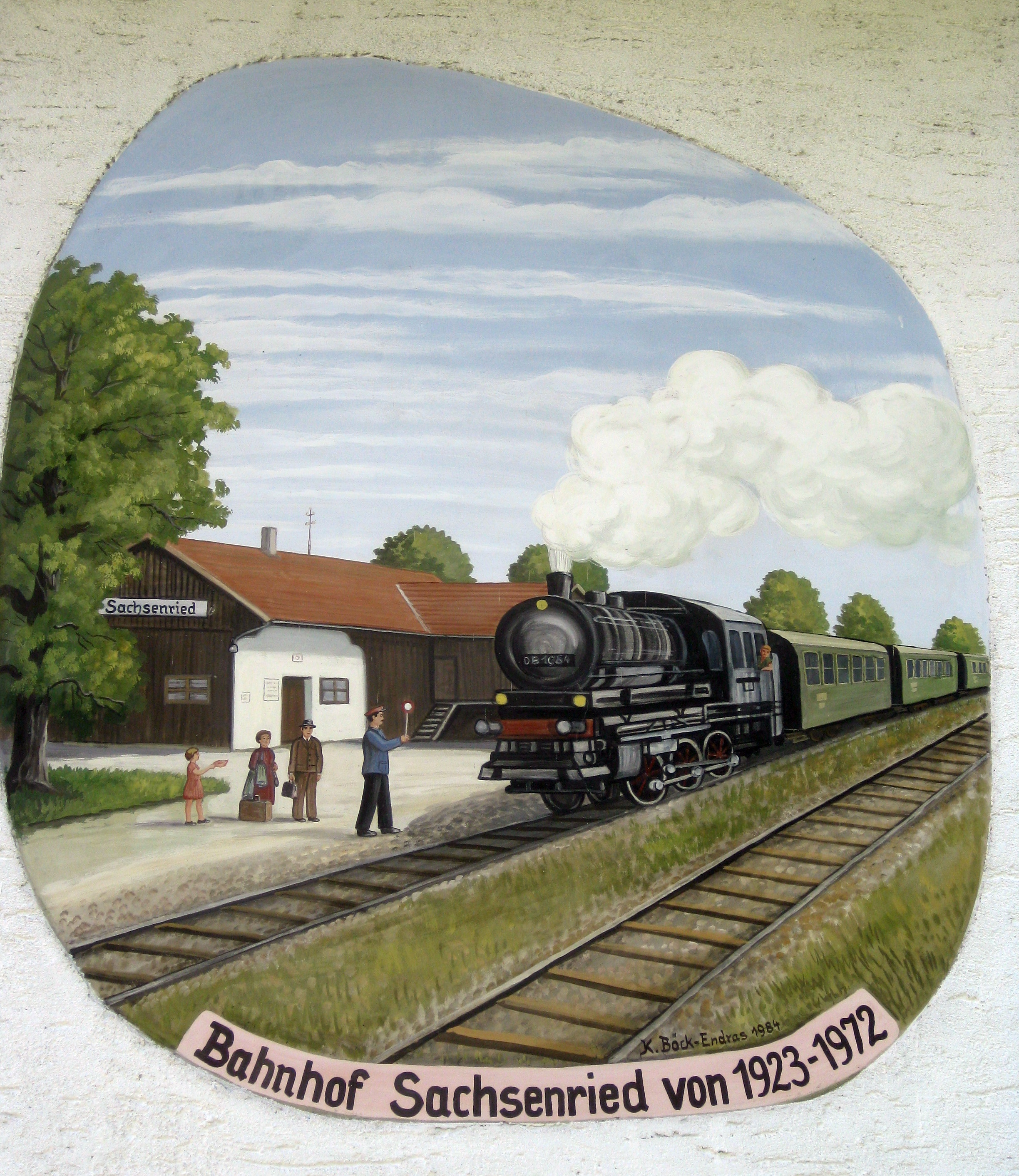
Wandmalerei am ehemaligen Bahnhof Sachsenried

Der Bahnhof Sachsenried befand sich ungefähr 1,5 Kilometer südwestlich des zur Gemeinde Schwabsoien gehörenden Ortes Sachsenried. Als Zugkreuzungsbahnhof war er mit einem Ausweichgleis südlich des durchgehenden Hauptgleises ausgestattet. Haupt- und Ausweichgleis verfügten jeweils über einen Schüttbahnsteig. Des Weiteren gab es nördlich des Hauptgleises ein beidseitig angebundenes Ladegleis mit zwei Stumpfgleisen. Das nördlich der Bahnsteige gelegene einheitliche Betriebsgebäude im Lokalbahnstil befand sich östlich des Ladegleises. Nördlich des Betriebsgebäudes war ein nach dem Einheitsbauplan errichtetes Wohnhaus für das Bahnpersonal vorhanden, nördlich des Ladegleises existierte ein weiteres kleineres Bahnwohnhaus. Der Bahnhof verfügte über eine Lokwasserstation am Hauptgleis, die unter anderem den Lokomotiven der einzelnen in Sachsenried endenden Personenzüge diente. Des Weiteren wurden in Sachsenried die Wasservorräte der Kohlenzüge ergänzt, bevor sie über die starke Steigung zum Sachsenrieder Forst fuhren. In den 1950er Jahren baute die Deutsche Bundesbahn drei der vier Weichen des Ladegleises zurück, sodass es nur noch einseitig aus Richtung Sachsenrieder Forst befahrbar war. 1958 stattete sie die drei noch vorhandenen Weichen mit Hebelwerken aus, um sie direkt vom Betriebsgebäude aus stellen zu können. 1965 wurde der örtliche Güterverkehr aufgegeben und 1968 der Bahnhof durch Abzug des Dienstpersonals zu einer unbesetzten Haltestelle zurückgestuft. Nach der Streckenstilllegung 1972 wurden Ende 1973 die Gleisanlagen abgebaut und wenig später die Gebäude abgebrochen. Heute sind keine Relikte des Bahnhofs mehr vorhanden.

#### Schwabbruck
Der am südlichen Ortsrand von Schwabbruck gelegene Bahnhof Schwabbruck befand sich östlich eines vom Bahnhof aus bedienten Bahnübergangs der Straße nach Huttenried. Das Betriebsgebäude und das Wohngebäude für Bahnbedienstete waren nach den Einheitsbauplänen errichtet und standen nördlich der Strecke. Der Bahnhof verfügte neben dem durchgehenden Hauptgleis mit Schüttbahnsteig über ein beidseitig angebundenes Ladegleis mit zwei anschließenden Stumpfgleisen östlich des Betriebsgebäudes. Ab den 1950er Jahren war das Ladegleis durch Rückbau von drei der vier Weichen nur noch einseitig in Richtung Sachsenried angebunden. 1967 zog die Deutsche Bundesbahn das Dienstpersonal ab, stufte den Bahnhof zu einer unbesetzten Haltestelle zurück und stellte den örtlichen Güterverkehr ein. Nach der Streckenstilllegung wurden Ende 1973 alle Gleisanlagen demontiert und das Betriebsgebäude später abgebrochen. Das Bahnwohnhaus mit Krüppelwalmdach ist bis heute vorhanden.

#### Altenstadt (Oberbay)
Der 1923 in Betrieb genommene Bahnhof Altenstadt (Oberbay) lag mittig zwischen zwei beschrankten Bahnübergängen, die vom Bahnhof aus bedient wurden. Das nach den Einheitsbauplänen errichtete Empfangsgebäude im Lokalbahnstil lag nördlich des Streckengleises. Neben dem durchgehenden Hauptgleis mit Schüttbahnsteig gab es ein beidseitig angebundenes Ladegleis, das als einziges an der Strecke nicht über anschließende Stumpfgleise verfügte. Ab 1937 entstanden im Gebiet von Altenstadt zwei bedeutende Militäranlagen, der 1939 fertiggestellte Fliegerhorst Schongau und die 1941 vollendete Flakartillerieschule IV. Dadurch stieg die Bedeutung des Bahnhofs Altenstadt im Personen- und Güterverkehr stark an. 1938 erhielt der Bahnhof südlich des Hauptgleises ein Ausweichgleis mit einem zweiten Schüttbahnsteig, das zugleich auch als weiteres Ladegleis diente. An das bisherige Ladegleis wurden durch Einbau einer Kreuzungsweiche am östlichen Ende zwei Stumpfgleise angeschlossen. Das längere, parallel zum Ladegleis in Richtung Güterschuppen führende Stumpfgleis diente der Verladung von Kesselwagen auf Culemeyer-Straßenroller zum Fliegerhorst Schongau. Nach dem Ende des Zweiten Weltkriegs blieb der Bahnhof durch den Güterverkehr zur Kaserne weiterhin von Bedeutung. Anfang der 1950er Jahre baute die Deutsche Bundesbahn daher das Betriebsgebäude um. Am Empfangsgebäude wurde die Holzverkleidung entfernt und auf der Gleisseite ein Stellwerksanbau errichtet. Der hölzerne Güterschuppenanbau auf der Ostseite wurde durch eine um zwei Drittel verlängerte gemauerte Güterhalle ersetzt. Die Laderampe wurde entsprechend verlängert und war über drei Tore auf der Gleisseite des Güterschuppens erreichbar. Mit der Einstellung des Personenverkehrs zog die DB am 1. Oktober 1972 das Dienstpersonal ab. Mit der Streckenstilllegung zwischen Altenstadt und Linden wurde der Bahnhof Ende 1972 zum Endpunkt der aus Schongau kommenden Strecke. Das Ausweichgleis wurde 1973 im Westen gekürzt und mit einem Prellbock versehen. Auch das Hauptgleis wurde in Richtung Kaufbeuren vor dem Bahnübergang mit einem Prellbock verschlossen. Im September 1992 stellte die DB den Güterverkehr vollständig ein und baute Gleisanlagen und Betriebsgebäude zurück. Auf dem Bahnhofsgelände waren längere Zeit noch Gleisreste vorhanden. Heute ist das Bahnhofsgelände vollständig mit neuer Wohn- und Gewerbebebauung sowie einem Supermarktparkplatz genutzt; Reste der Bahnhofsgebäude oder Gleise sind nicht mehr zu sehen.

#### Schongau

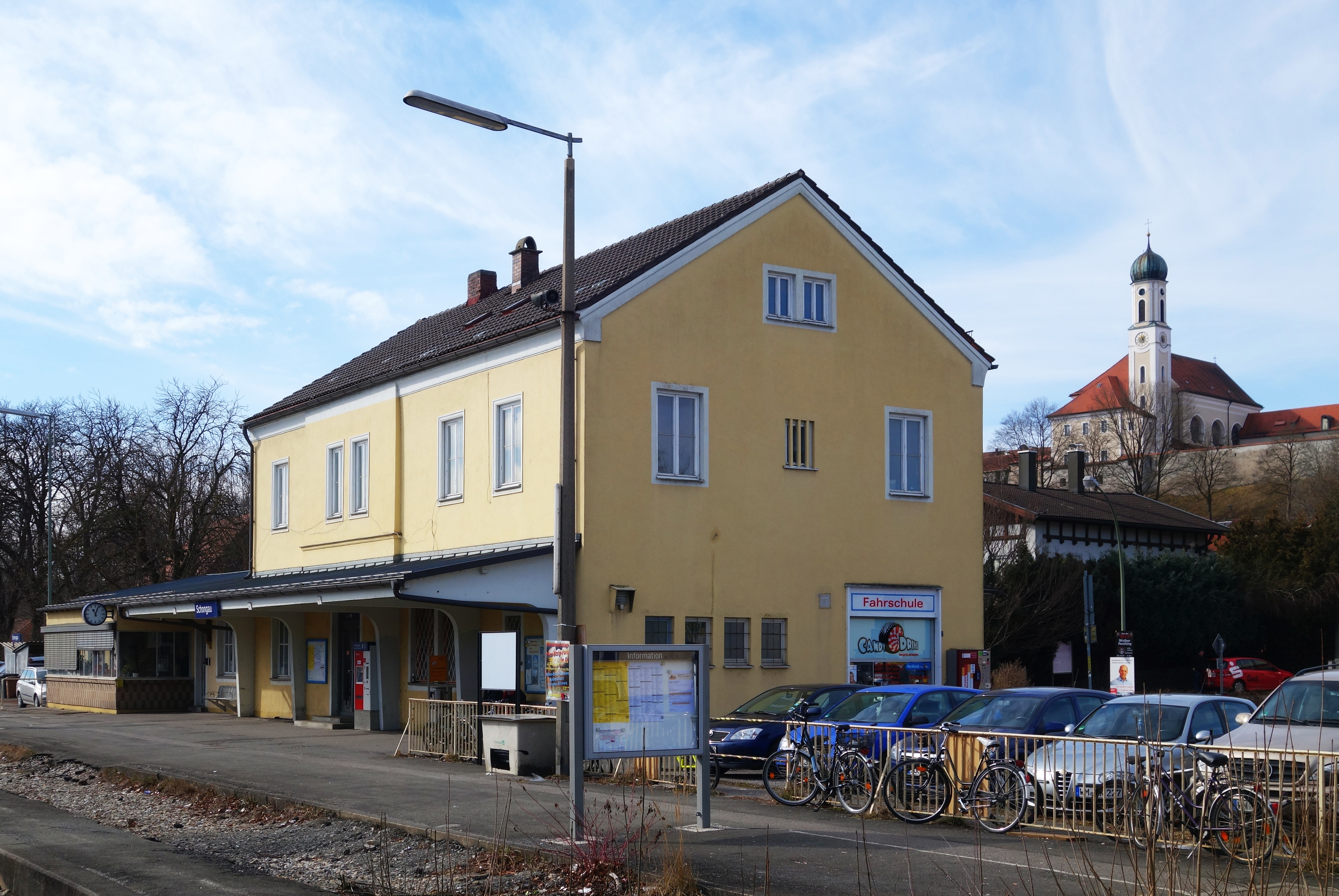
Empfangsgebäude des Bahnhofs Schongau seit 1959

Am Bahnhof Schongau trafen die Bahnstrecke Landsberg am Lech–Schongau, die Strecke Peißenberg–Schongau und die Strecke aus Kaufbeuren aufeinander. Der Bahnhof wurde 1886 durch die Königlich Bayerischen Staatseisenbahnen als Endbahnhof der Strecke aus Landsberg in Betrieb genommen. Er erhielt ein 1889 fertiggestelltes dreigeschossiges Empfangsgebäude mit Satteldach, Zwerchhäusern und halbrundem Treppenhausanbau. Mit der Inbetriebnahme der Strecke nach Peißenberg 1917 wurde der Bahnhof zum Durchgangsbahnhof, nach der Fertigstellung der Bahnstrecke nach Kaufbeuren 1923 zum Trennungsbahnhof. 1959 baute die Deutsche Bundesbahn das alte Empfangsgebäude um und entfernte Zwerchhäuser und Treppenhausanbau, der eingeschossige Anbau aus den 1930er Jahren blieb unverändert erhalten. 1992 wurde der Bahnhof mit der Stilllegung der Strecke nach Altenstadt wieder zum Durchgangsbahnhof. Von 1921 bis 1984 gab es in Schongau ein Bahnbetriebswerk mit einem zwölfständigen Ringlokschuppen. Heute wird nur noch die Strecke nach Peißenberg im Personenverkehr bedient.

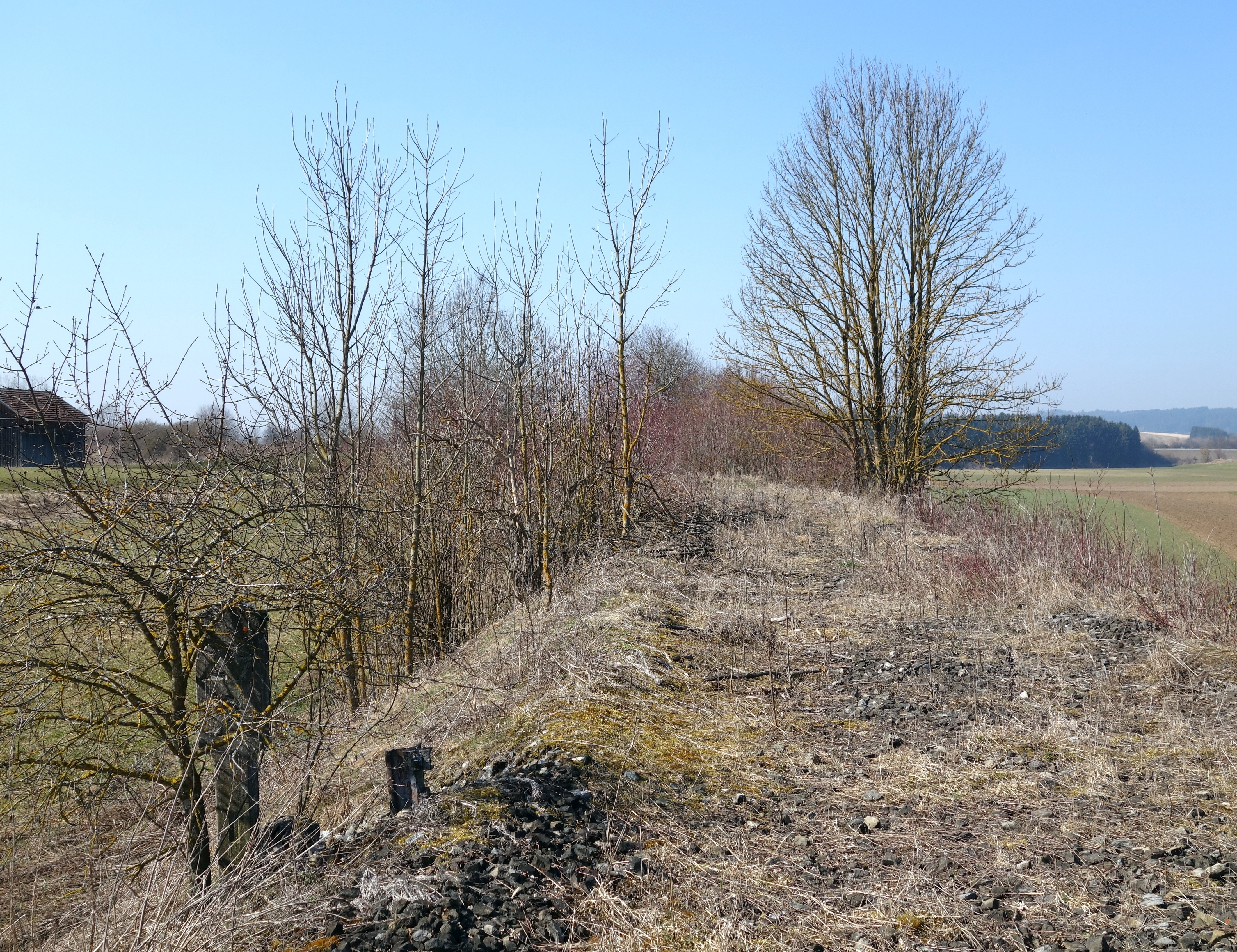
Bahndamm nördlich Schongau, mit Kilometerstein 29,2, März 2014

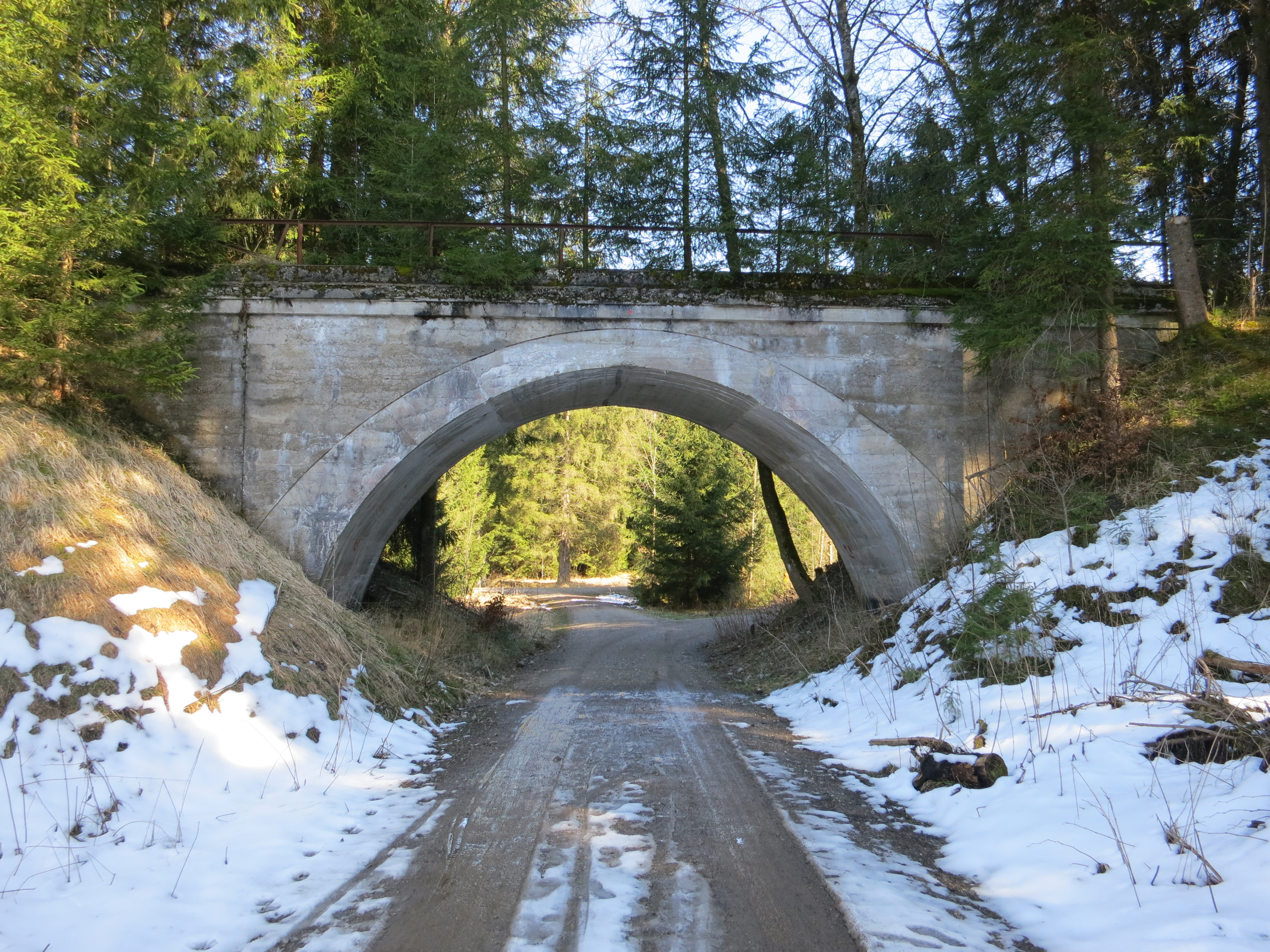
Bogenbrücke im Sachsenrieder Forst

### Heutiger Zustand der Strecke
Die ehemalige Bahntrasse des Sachsenrieder Bähnles ist bis heute in weiten Teilen erhalten. Nur in den Ortsgebieten von Mauerstetten, Aufkirch und Altenstadt sowie in einem größeren Abschnitt bei Schwabbruck ist sie inzwischen überbaut oder durch Flurbereinigung verschwunden. Sowohl in Kaufbeuren als auch in Schongau sind noch immer die Gleisbette an den Abzweigen von der Bahnstrecke Buchloe–Lindau und von der Bahnstrecke Landsberg–Schongau sichtbar. In Kaufbeuren ist der Trasseneinschnitt bis zum Beginn des Radwanderweges nicht überbaut. Nördlich von Schongau ist der Bahndamm kurz vor der Einmündung in die Strecke Landsberg–Schongau auf etwa 500 Meter Länge vollständig erhalten und führt durch Ackerland, ohne als Weg genutzt zu werden. Des Weiteren sind bei Schongau noch Reste der 1983 eingebauten Weiche zur Strecke aus Landsberg vorhanden.
Im Sachsenrieder Forst liegen noch Gleisreste und einzelne Kilometersteine sind erhalten geblieben. Sechs ehemalige Eisenbahnbrücken der Strecke sind noch erhalten, darunter das große Osterzeller Viadukt, drei kleinere Bogenbrücken bei Frankenhofen, Stocken und im Sachsenrieder Forst, sowie zwei Flussbrücken über den Kaltenbach und den Reigerbach. Alle Bahnhofsgebäude entlang der Strecke wurden abgebrochen, allerdings sind noch zwei ehemalige Bahnwohnhäuser in Mauerstetten und Schwabbruck und das Lagerhaus in Linden erhalten.

### Radwanderwege auf und an der Trasse
Nach der Stilllegung wurden die Gleise größtenteils abgebaut. Der Landkreis Ostallgäu und die Stadt Kaufbeuren kauften 1989 die Trasse von der Stadtgrenze Kaufbeuren bis zum Haltepunkt Sachsenrieder Forst und legten auf dem verbliebenen Schotterbett einen regionalen Radwanderweg an, der seit 1992 Teilstück der Dampflokrunde ist. Anstelle der abgebrochenen Eisenbahnbrücken über die Gennach und den Hühnerbach wurden dabei neue Holzbrücken errichtet. Der Landkreis Weilheim-Schongau errichtete als Anbindung hierzu im Westen des Landkreises einen weiteren Radwanderweg Sachsenrieder Bähnle, der von Schongau aus nahe an der alten Bahntrasse geführt ist und am 29. September 2013 eingeweiht wurde.

## Verkehr

### Güterverkehr
Die Lokalbahn diente von Anfang an besonders dem Güterverkehr. Von Bedeutung waren vor allem die Kohlezüge, welche die im Bergwerk Peiting geförderte Pechkohle über die Bahnstrecke Schongau–Peißenberg nach Schongau und von dort über das Sachsenrieder Bähnle ins Allgäu und nach Schwaben transportierten. Wegen der großen Steigung erhielten schwere Kohlezüge zwischen dem Bahnhof Sachsenried und der Haltestelle Sachsenrieder Forst eine zusätzliche Schublokomotive. Daneben wurde auch Rundholz aus dem Sachsenrieder Forst und dem Denklinger Rotwald verladen, das unter anderem als Grubenholz zum Bergwerk Peiting gefahren wurde. Neben der Holzverladestelle Sachsenrieder Forst dienten auch die Bahnhöfe in Aufkirch und Mauerstetten der Holzverladung, wofür dort eigene Holzlagerplätze vorhanden waren. Im örtlichen Güterverkehr wurden landwirtschaftliche Produkte und Lebendvieh verladen. Bis in die 1960er Jahre fuhr einmal wöchentlich ein Viehtransportzug zum Schlachthof in München, der alle Stationen der Strecke bediente.
Durch den 1939 eröffneten Fliegerhorst und die 1941 fertiggestellte Flakartillerieschule im Gebiet von Altenstadt nahm der Güterverkehr zwischen Schongau und Altenstadt deutlich zu. Unter anderem verkehrten im Zweiten Weltkrieg Kesselwagenzüge mit Flugbenzin zum Bahnhof Altenstadt, um dort auf die Straße verladen zu werden. Ab Mitte 1944 wurden in Altenstadt Flachwagen mit Flugabwehrkanonen stationiert, um den Fliegerhorst und die Flakartillerieschule zu verteidigen. Nach dem Ende des Zweiten Weltkriegs blieb der Güterverkehr zur Kaserne weiterhin von Bedeutung.
1959 verkehrten täglich noch vier Güterzüge auf der Strecke. In den 1960er Jahren sank die Bedeutung des Güterverkehrs durch die Verlagerung auf die Straße zunehmend. 1965 wurde die Holzverladung im Sachsenrieder Forst beendet. Bis zum 25. September 1966 wurde noch ein im Kaufbeurener Stadtgebiet von der Bahnstrecke abzweigender Gleisanschluss zu einem Kieswerk bedient. 1968 stellte die Deutsche Bundesbahn die Kohlezüge mit der Stilllegung des Bergwerks Peiting ein. Nach der Einstellung des Güterverkehrs zwischen Altenstadt und Linden am 31. Dezember 1972 blieb bis 1977 noch ein Güterzug zwischen Kaufbeuren und Linden zur Bedienung des dortigen Lagerhauses.
Aufgrund der Bedeutung des Güterverkehrs zum nun als Luftlande- und Lufttransportschule genutzten Fliegerhorst blieb der Streckenabschnitt zwischen Schongau und Altenstadt auch nach der Stilllegung der restlichen Strecke als Gleisanschluss in Betrieb. Bis 1986 lieferte die Deutsche Bundesbahn jährlich 1500 Tonnen Kohle für die Heizzentrale der Kaserne an. 1992 wurde der Güterverkehr vollständig eingestellt.

### Personenverkehr
Der Personenverkehr zwischen Kaufbeuren und Schongau war immer von untergeordneter Bedeutung. Neben dem örtlichen Regionalverkehr wurde die Strecke auch im Ausflugsverkehr zum Sachsenrieder Forst genutzt. Es verkehrten nur Personenzüge, die teilweise ab Schongau über die Bahnstrecke Schongau–Peißenberg nach Weilheim durchgebunden wurden. Einzelne Züge befuhren nur Teile der Strecke und endeten bereits in Aufkirch oder Sachsenried. 1930 fuhren auf der Strecke werktags sechs Züge zwischen Kaufbeuren und Schongau sowie zwei weitere zwischen Schongau und Sachsenried. 1939 waren es insgesamt sechs Zugpaare, von denen fünf die gesamte Strecke und eines den Abschnitt von Kaufbeuren bis Aufkirch befuhr.
Durch den Flugplatz in Altenstadt stieg im Zweiten Weltkrieg das Personenverkehraufkommen zwischen Schongau und Altenstadt deutlich an. Die Deutsche Reichsbahn führte eigene Züge nach Altenstadt ein, während sie auf der restlichen Strecke die Zugzahlen reduzierte. 1944 verkehrten noch drei Züge von Kaufbeuren nach Schongau und eines von Kaufbeuren nach Aufkirch. Zwischen Altenstadt und Schongau gab es drei Zugpaare, von denen eines über Schongau weiter nach Weilheim und eines nach Peiting Ost fuhr.
In den 1950er Jahren kam es zu einem Anstieg des Personenverkehrs, der 1959 mit 20 Personenzügen seinen Höhepunkt erreichte. Danach ging der Personenverkehr durch den Individualverkehr und parallel geführte Buslinien immer weiter zurück. Im Sommerfahrplan 1971 fuhren noch fünf Zugpaare zwischen Kaufbeuren und Schongau, von denen ein Zugpaar nach Weilheim durchgebunden wurde und ein einzelner Zug bereits in Hohenpeißenberg begann. Am 1. Oktober 1972 stellte die Deutsche Bundesbahn den gesamten Personenverkehr ein.
Am 25. September 1992 verkehrte kurz vor der Stilllegung des Abschnittes Schongau–Altenstadt noch einmal ein Sonderzug zum Bahnhof Altenstadt, der aus einem Triebwagen der Baureihe 628.0 bestand.

### Fahrzeuge
In der Reichsbahnzeit kamen auf der Strecke vor allem Nassdampf-Tenderlokomotiven der Baureihe 98.4–5 (Bayerische D XI) zum Einsatz. Die Lokomotiven waren im 1921 neu errichteten Bahnbetriebswerk Schongau beheimatet. Als Wagenmaterial setzte die Deutsche Reichsbahn in den Personenzügen zweiachsige Plattformwagen ein.
Ab etwa 1955 ersetzte die Deutsche Bundesbahn die Dampflokomotiven im Personenverkehr durch Uerdinger Schienenbusse der Baureihe VT 95, die ebenfalls in Schongau beheimatet waren. Ab den 1960er Jahren kamen auch Schienenbusse der Baureihe VT 98 zum Einsatz. Des Weiteren verkehrten Diesellokomotiven der Baureihe V 100 mit dreiachsigen Umbau-Wagen auf dem Sachsenrieder Bähnle. Im örtlichen Güterverkehr und für Übergabefahrten setzte die DB neben der V 100 auch Rangierlokomotiven der Baureihe V 60 und Kleinlokomotiven der Bauarten Köf II und Köf III ein.